# 倉田百三
倉田 百三（くらた ひゃくぞう / ももぞう）、1891年（明治24年）2月23日 - 1943年（昭和18年）2月12日）は、日本の劇作家、評論家で大正、昭和初期に活躍した。故郷の広島県庄原市には、倉田百三文学館がある。

## 生涯
広島県比婆郡庄原村107番屋敷（現庄原市本町）出身。
- 1891年（明治24年）2月23日、呉服商の長男として生まれる。父・倉田吾作、母・倉田ルイ。姉4人、妹2人の中で男児は百三ただ一人であった。長女の豊子とは十三歳差。次女・雪子とは十一歳差で、雪子は父の実家の佐々木家に養女に出された。三女の種子はこれも尾道の伯父の家に養女に出された。四女の政子とは五歳差。二歳年下の妹・重子は百三が五歳のときに三次の伯母の家に養女に出された[1]。四歳年下の艶子とは生涯においてよく行動を共にした。
- 1896年（明治29年）、庄原尋常小学校入学。
- 1901年（明治34年）、庄原高等小学校へ進学。
- 1904年（明治37年）、広島県立三次中学校（現広島県立三次高等学校）入学、卒業。母方の叔母シズが嫁していた三次町の宗藤襄次郎家に寄寓、ここから通学した。宗藤家は浄土真宗の熱心な信徒であり、この地方の真宗在家集団の有力者でもあった。 百三はシズの強い影響を受けて『歎異抄』を繰り返し読み、これに惹かれていった。また、百三が一年生の時に四年生であった後の歌人中村憲吉が『白帆』編集をしていた白帆会の部長をしており、百三は彼を尊敬していた。中村憲吉の弟である中村（香川）三之助と出会い、彼の勧誘で白帆会に入る。以後、三次中学校友会雑誌『巴峡』、回覧雑誌『白帆』などに寄稿している。
- 1906年（明治39年）、休学し尾道の姉の家で1年間過ごす。
- 1907年（明治40年）、復学。復学と前後して、既に岡山の第六高等学校へ進学していた三之助に触発され、第一高等学校への進学を父に打診するも家業継承優先を理由に断られる。哲学に興味を持ち始めたのも三之助の薦めによる。また、三次中学校の学友で朝日という者が、三次中学校の教師である小出氏と親戚であったが、小出家に寄宿していたので、百三も小出家に出入りするようになる。小出氏は小出家の婿養子だったが、その妻の妹で百三と同い年の小出豊子に出会う。後に百三と豊子は婚約するが、小出家の都合により断念。さらに、百三の父は婚約の件から百三を離すために、高等学校の受験を許可。これにより百三は第一高等学校進学を志す。
- 1910年（明治43年）、三次中学を首席で卒業。しかし学校側に素行不良であったとされた為、同校の首席者は校旗捧持で記念撮影という前例を学校側より覆された。同年、第一高等学校へ進む。文芸部と弁論部に所属する。
- 1911年（明治44年）9月、2年生進級時に父の薦めもあり法科に転じる。
- 1912年（大正元年）2月、西田幾多郎『善の研究』に感銘を受け、授業を放棄して岡山の第六高等学校で学ぶ親友の香川三之助宅へ向かい、『善の研究』を熟読して過ごした。さらに庄原に帰郷し、父を説得して哲学を学ぶために再度文科への転科を認めさせる。東京への岐路、京都へ西田幾多郎を訪ねる。９月、文科に転じて復学（つまり留年）。また、日本女子大学校に通っていた妹の艶子の同級であった逸見久子と恋愛関係となる。
- 1913年（大正2年）
- 7月、恋愛の影響もあり落第。
- 9月からの授業再開まで庄原に帰省していたが、久子から絶縁状が届く。同時期に百三は病に倒れ、医師の診断で肺結核であることが判明する。さらに、在学中に一高の文芸部の機関誌に寄稿した論文（『愛と認識との出発』等）が一高内の自治組織による検閲の結果、「真の宗教は Sex のなかに潜んでるのだ」「ああ全身の顫動するような肉のたのしみよ！　涙のこぼるるほどなる魂のよろこびよ！　まことに sex のなかには驚くべき神秘が潜んでる」など、不適切な単語が含まれるとの理由から鉄拳制裁が行われる事となるが、肺結核を発症したため鉄拳制裁に耐え得る身体ではなく、死を予感して寄宿寮を脱する。一高では退寮はすなわち中退であった。その後、須磨で病気療養。以後40余歳まで闘病生活が続く。
- 1914年（大正3年）、鞆に転地。
- 3月、庄原に戻り上野池畔に独居。この頃からキリスト教にも興味を持ち、日本アライアンス庄原教会に通う。
- 9月、百三は結核性痔瘻を併発して広島病院に入院。
- 1915年（大正4年）
- 1月、庄原教会の牧師メーベル・フランシスの紹介で、広島の伝染病院に婦長として赴任していた同い年でキリスト教徒の神田晴子（後に高山晴子）と出会う。
- 3月、広島病院を退院し、晴子を残して別府で療養。
- 6月、庄原に戻る。
- 11月、京都の西田天香の教えに共感し、一燈園に妹の艶子と共に入り、二人で生活をしながら深い信仰生活を送る。
- 1916年（大正5年）
- 1月、一灯園で生活していた百三は病状が悪化。心配した両親の希望もあって一燈園を出て近くの下宿から通う。
- 3月、鹿ヶ谷に一軒家を借り、実家に戻っていた晴子を看病に呼び寄せて共棲を始めた。
- 4月、日本女子大学校を卒業した妹の艶子も同居した。
- 5月、百三のもとに四姉の産後の肥立ちが悪く回復は見込めないだろうとの知らせが入ったので、看護のために晴子を実家に行かせる。この時すでに晴子は百三の子を妊娠していたが、百三の両親は晴子を百三の妻として認めず、晴子に女中と寝食をともにすることを強いた。
- 6月、父から「至急帰れ」の電報を受け取り、百三は艶子とともに急ぎ帰郷。途中立ち寄った尾道の三姉の家で、三姉も重病で先が長くない状態にあることを知る。
- 7月、死期を悟った四姉は親族を枕元に集め、別れの言葉と父母への感謝を口にした後、皆に念仏するよう頼み、一同の念仏の声に包まれて静かに息を引き取った。父は泣きながら「お前は見上げたものだ。このような美しい臨終はない」と言い、立ち会っていた医者も「このように美しい臨終に立ち会ったことはない」と感嘆した。百三も四姉の死に深く感銘を受けた。その後、尾道の三姉も同月の内に亡くなった。四姉が亡くなると、家業の跡取りとして婿に迎えていた四姉の夫と生まれたばかりの幼子の扱いが問題となった。親族は、艶子が四姉の夫の後妻に入って家業を継ぐことを望んだが、艶子は拒否。話し合いの結果、四姉の夫は実家に帰り、四姉の娘は百三の養女とすることになった。また、この時に百三は、実家がかなりの負債を抱えていることを初めて知る。この話し合いがまとまって間もなく、百三の祖母も息を引き取った。
- 10月、千家元麿や犬養健らによって創刊された同人誌『生命の川』に尾崎喜八、高橋元吉らと同人となり、『出家とその弟子』は、同年11月から翌年4月にかけて第四幕第一場までが掲載された。
- 11月、百三は医者の奨めに従い晴子と温暖な仁保島村丹那（現広島市南区丹那町）に転地療養。
- 1917年（大正6年）3月、晴子との間に長男の倉田地三が誕生。百三はここで『出家とその弟子』を書き上げる。題名は、同年に『白樺』に掲載された長與善郎の「画家とその弟子」にヒントを得たと考えられている。子が生まれた百三は経済的自立を望み、三次中学や一高時代の先輩や友人を通じて岩波茂雄に話を持ち込み、『出家とその弟子』6幕13場に新たに「序曲」を加えた形で6月に岩波書店から自費出版として刊行。初版800部の出版に必要な500円は、これが最後と父に頼み込んで用立てた。大正年間を通じて14万部を売るベストセラーとなった[2]。
- 1918年（大正7年）、夏、結核療養と肋骨カリエス手術のため九州帝国大学医学部付属病院の久保猪之吉博士を頼り、妻晴子・長男地三と共に福岡県福岡市今川の金龍寺境内の貝原益軒記念堂に仮寓。なお、武者小路実篤がこの頃起こした新しい村に賛同し協力していたため、福岡のこの仮寓が新しい村の福岡支部とされる。白樺派と柳原白蓮、福岡出身であり当時結核療養中だった児島善三郎、そして彼を介して薄田研二と出会う。
- 1919年（大正8年）、11月、兵庫県明石の無量光寺に移転。
- 1920年（大正9年）
- 10月、妻晴子と地三を残し単身で上京、大森に住む。
- 12月、妻子を呼び寄せる。このころ、日本郵船の社員伊吹山徳司の娘の伊吹山直子と知り合う。直子は父の反対を押し切り家出、倉田百三のもとへ奔る。さらに、婚家を出た逸見久子も合流。百三は、晴子を含めた女性たちと特別な関係になることを避け、皆が仲良くあることを望んだが、「新潮」や「国民新聞」はそれを“多妻主義” と批判。百三は『出家とその弟子』や『布施太子の入山』といった作品で宗教的な見地から恋愛問題に取り組んでおり、また、武者小路実篤が起こした理想主義的な芸術家集団「新しき村」の熱烈な支援者だったこともあり、倉田の女性関係に多くの読者がギャップを感じ幻滅したという。同様に幻滅した薄田研二は、晴子と地三を慰めるため上京、晴子と恋仲になる。百三と晴子が離婚。その後、百三の同意の下で晴子と薄田は結婚[3]。『歌はぬ人』（「俊寛」）発表。
- 1921年（大正10年）、『愛と認識との出発』発表。同書は旧制高校生の必読書となる。
- 1923年（大正12年）、アララギに入会。
- 1924年（大正13年）、ロマン・ロランより倉田百三への手紙送付（2月6日付）。母ルイ死去。伊吹山直子と結婚。
- 1925年（大正14年）、ロマン・ロランより倉田百三への手紙送付（8月5日付、12月28日付）。神奈川県藤沢に8ヶ月ほど転居。このころから強迫神経症を患う。自力で治すのは困難と悟り、何かこの異常を治す他力はないかとわらをもすがる思いで、東京神田の本屋街を探し回った。一冊の本にめぐり合った。京都済生病院院長の小林参三郎が著した『静坐』という本であった。取るものも取りあえず、京都済生会病院の小林病院長を訪ね入院、森田療法を受ける。耳鳴りにも悩まされる[4]。同年、「生活者」を主催、柳田知常らが参加。
- 1926年（昭和元年）、ロマン・ロラン関連で片山敏彦と交流。
- 1927年（昭和2年）、父を看取る。森田正馬に直接治療を受けるべく森田診療所を訪ね、森田や宇佐玄雄の治療を受ける（『神経質者の天国』になる）。
- 1933年（昭和8年）、この頃より親鸞研究を通して日本主義に傾き、日本主義団体の国民協会結成に携わり、機関紙の編集長となる。吉川英治らと東北地方の農村を巡り講演を行う。
- 1936年（昭和11年）、森田療法の甲斐もあって、『親鸞』を発表すると、強迫性障害もこの小説の中に昇華されるように霧散した[4]。
- 1937年（昭和12年）、影山正治らが創刊した『怒涛』の創刊号に寄稿。
- 1938年（昭和13年）、『青春の息の痕』発表。
- 1939年（昭和14年）、朝鮮、満州、支那、蒙古と歴訪後、体調がすぐれず病臥。
- 1940年（昭和15年）、『光り合ふいのち』発表。
- 1943年（昭和18年）2月12日、肋骨カリエスのため東京・大森の馬込文学圏（南馬込3丁目）の自宅で死去。満51歳没。法名は、戚々院釋西行水樂居士。墓所は東京多磨霊園であるが、郷里の広島庄原の倉田家墓所に分骨している。

## 家族・子孫
- 高山晴子 - 倉田百三の最初の妻。長男倉田地三を儲ける。離婚後は地三を百三が引き取るが、大森に看病に訪れる。その後、福岡仮寓中に出会っていた薄田研二と結婚、高山象三を儲ける。さらに後、薄田が内田礼子と結婚すると、地三と共に暮らす。
- 伊吹山直子 - 後妻。百三と結婚後、地三を育てて早稲田大学文学部へ進学させる。
- 伊吹山徳司 - 直子の実父にして百三の義父。盛岡出身。旧制第一高等学校卒業後、東京帝国大学に進学、1895年（明治28年）に卒業。日本郵船の上海支店長を勤め上海港の開発・整備に尽力した[5]。1920年、上海にて病没。
- 伊吹山次郎 - 直子の兄弟にして百三の義兄弟。文学者。ゴーゴリやドストエフスキーらの作品を訳した。
- 伊吹山四郎 - 直子の兄弟にして百三の義兄弟。1918年生まれ、1943年東京帝国大学工学部土木工学科卒業。工学博士、技術士。1951年～52年米国留学。同年、建設省関門国道（トンネル）工事事務所調査設計課長、1958年土木研究所道路研究室長、1962年道路部長、1970年所長、1972年大林道路（株）常務取締役、1984年代表取締役副社長。日本大学教授及び東京湾横断道路（アクアライン）トンネル構造検討委員会委員長兼務。1983年攻玉社工科短期大学学長就任、1991年勲三等瑞宝章を受章、1997年（社）土木学会功績賞を受賞、2002年名誉学長、（社）日本道路協会名誉会員、大林道路役員等を歴任。2012年死去。
- 倉田艶子-妹。日本女子大学に学び、在学中は当時一高に在学していた菊池寛の退学に間接的に関わる（マント事件）。劇作、小説を書き、百三没後はその思い出などを書いた。小西増太郎の次男・弓次郎と結婚、1988年没。
- 倉田地三 - 長男。後に俳優となる。
- 宗藤尚三 - 甥。百三の妹・重子の息子。百三にあこがれ宗教者、随筆家となる。2016年没。

## 著書
- 『出家とその弟子』岩波書店、1917。岩波文庫 改版2003、ワイド版2006
  - 角川文庫、新潮文庫 改版2003、旺文社文庫、講談社文庫ほかで再刊

親鸞とその弟子唯円を描いた戯曲。一燈園の体験をもとに歎異抄を下敷きにしているがキリスト教の影響を強く受けている。1916年（大正5年）、犬養健らとともに創刊した同人誌『生命の川』にて発表。翌年岩波書店で出版。発表とともに当時の青年たちに熱狂的に支持され、大ベストセラーとなった。世界各国で翻訳され、ロマン・ロランが絶賛したことでも有名である。
- 『歌はぬ人』岩波書店 1920
- 『布施太子の入山』曠野社 1921　のち岩波文庫、「俊寛・布施太子の入山」角川文庫
- 『父の心配』岩波書店 1922
- 『処女の死』春陽堂 1922
- 『静思』曠野社 1922　のち角川文庫
- 『転身』曠野社 1923
- 『超克』改造社 1924　のち角川文庫
- 『標立つ道』岩波書店 1925
- 『希臘主義と基督教主義との調和の道』新しき村出版部 1925
- 『愛と認識との出発』岩波書店、のち角川文庫、岩波文庫 改版2008

代表作の評論集。1921年（大正10年）発表。阿部次郎『三太郎の日記』や、西田幾多郎『善の研究』とならび、当時の学生に多大な影響を与えた。
- 『一夫一婦か自由恋愛か』岩波書店 1926
- 『桜児』日向新しき村出版部 1926
- 『絶対的生活』先進社 1930 のち角川文庫
- 『恥以上』改造社 1930
- 『冬鶯 創作集』先進社 1931
- 『神経質者の天国 治らずに治つた私の体験』先進社 1932
- 『生活と一枚の宗教』仏教研究叢書 大東出版社 1932
- 『大乗精神の政治的展開』大東出版社 1934
- 『一枚起請文・歎異鈔 法然と親鸞の信仰』 大東出版社「仏教聖典を語る叢書第13巻」 1934、新版2003
  - 改題「法然と親鸞の信仰」講談社学術文庫 改版2018
- 『祖国の娘』平凡社 1935
- 『日本青年の往くべき道』国民協会本部(国民運動パンフレツト)1935
- 『生きんとて』天来書房 1936
- 『信仰読本親鸞聖人』大東出版社 1936
- 『女人往生集』大東出版社 1936　改題「光り合ふ女性たち」「女人解脱」
- 『青春の息の痕 或る神学青年の手紙の束』大東出版社 1938　のち角川文庫
- 『大地にしく乳房』能登三四男 1938
- 『祖国への愛と認識』理想社 1938、日本教文社 1971（林房雄解説）
- 『日本主義文化宣言』人文書院 1939
- 『浄らかな虹』大日本雄弁会講談社 1939
- 『法の娘』砂子屋書房 1940
- 『親鸞』大東出版社 1940　のち角川文庫、中公文庫
- 『光り合ふいのち』新世社 1940
- 『共に生きる倫理』大東出版社 1941
- 『東洋平和の恋』人文書院 1942
- 『その前夜』四方木書房 1944
- 『大化の改新』紀元社、1944

大化の改新の際に蘇我氏を暗殺によって排除したドラマに重ね、閥族打破・軍備増強を訴えた昭和維新運動時の作品。
- 『倉田百三選集』全10巻、大東出版社 1946-51。日本図書センター（新装復刻）
  - 別巻「倉田百三評伝」亀井勝一郎
- 『瞳ぼとけ』表現社 1949
- 『絶対の恋愛 若き恋人への手紙』創芸社 1950　のち角川文庫
- 『倉田百三作品集』全6巻、創芸社 1951
- 『倉田百三選集』全5巻、春秋社 1953-54、新版1976
  - 1愛と認識との出発　青春の息の痕
  - 2静思　希臘主義と基督教主義との調和の道
  - 3絶対的生活
  - 4法然と親鸞の信仰　生活と一枚の宗教
  - 5出家とその弟子　俊寛　布施太子の入山
- 『倉田百三歌集』角川書店 1957